# 전체 주소 도메인 네임

전체 주소 도메인 네임의 레이블의 계층

전체 주소 도메인 네임(Fully Qualified Domain Name, FQDN)은 호스트 이름과 도메인 이름을 포함한 전체 도메인 이름을 일컫는 용어이다. 절대 도메인 네임(absolute domain name)이라고도 한다.

## 부분 주소 도메인 네임
부분 주소 도메인 네임(partially qualified domain name)은 DNS 루트에 대해 모든 레이블을 포함하지는 않는다. 이러한 이름은 상대 도메인 네임(relative domain name)이라고도 한다. 상대 도메인 네임은 단순히 호스트네임이라고도 하며, 이를테면 전체 주소 도메인 네임의 가장 왼쪽에 위치한 레이블이다.